# Jatimulya (Suradadi)
Jatimulya is een bestuurslaag in het regentschap Tegal van de provincie Midden-Java, Indonesië. Jatimulya telt 8810 inwoners (volkstelling 2010).